# Новоаптиковский сельсовет
«Новоаптиковский сельсовет» — упразднённое муниципальное образование в Ишимбайском районе Башкортостана. В соответствии с «Законом о границах, статусе и административных центрах муниципальных образований в Республике Башкортостан» имело статус сельского поселения.
Административный центр — село Новоаптиково.
Упразднён 18 ноября 2008 года в соответствии с Законом РБ «Об изменениях в административно-территориальном устройстве Республики Башкортостан в связи с объединением отдельных сельсоветов и передачей населенных пунктов» сельское поселение и было включено в Сайрановский сельсовет:

25) по Ишимбайскому району:

а) объединить Сайрановский и Новоаптиковский сельсоветы с сохранением наименования «Сайрановский».

Включить село Новоаптиково Новоаптиковского сельсовета в состав Сайрановского сельсовета.

Установить административный центр Сайрановского сельсовета в селе Новоаптиково.

Утвердить границы Сайрановского сельсовета согласно представленной схематической карте.

Исключить из учётных данных Новоаптиковский сельсовет.